# Krasny
Krasny (en russe : Кра́сный) est une commune urbaine de l'oblast de Smolensk, en Russie, et le centre administratif du raïon Krasninski. Sa population s'élevait à 4 246 habitants en 2013.

## Géographie
Krasny est située à la confluence de la Svinaïa et de la Mereïa, à 67 km au sud-ouest de Smolensk.

## Histoire
Mentionnée pour la première fois en 1165, elle reçut un statut de ville en 1776, qu'elle perdit pendant la période soviétique.
Elle fut le lieu de deux batailles lors de la campagne de Russie de Napoléon Ier :
- En août 1812 : une attaque de l'avant-garde de Murat contre l'arrière-garde russe de Neverovski, notable par la résistance inattendue des Russes ;
- En novembre 1812 : la bataille de Krasnoi, où les Russes infligèrent de lourdes pertes à la Grande Armée en retraite.